# محمدشریف فتوحی
محمدشریف فتوحی (زادهٔ ۱۳۳۹ در چابهار) نمایندهٔ حوزهٔ انتخابیهٔ چابهار در دورهٔ پنجم مجلس شورای اسلامی بوده‌است.